# Pterocolus azureus
Pterocolus azureus is een keversoort uit de familie Rhynchitidae. De wetenschappelijke naam van de soort is voor het eerst geldig gepubliceerd in 1943 door Voss.